# Amphithéâtre de Néron
L'amphithéâtre de Néron (en latin : Amphitheatrum Neronis) est un amphithéâtre éphémère de Rome construit par Néron et situé sur le Champ de Mars.

## Localisation
L'amphithéâtre est situé sur le Champ de Mars mais sa localisation précise demeure incertaine. Une première hypothèse le situe à l'emplacement de l'amphithéâtre détruit de Statilius Taurus mais il semblerait plutôt qu'il ait été construit à proximité de l'emplacement de l'amphithéâtre inachevé de Caligula, au nord des Saepta Julia.
Les archéologues de la Surintendance spéciale de Rome  entreprirent des fouilles dans la cour du Palais Della Rovere en 2020 dont les découvertes leur permettent de situer le Théâtre de Néron à cet emplacement.

## Histoire
Selon Tacite, les travaux de construction de l'amphithéâtre débutent l'année où Néron est consul pour la deuxième fois avec Lucius Calpurnius Piso pour collègue, en 57 ap. J.-C., mais d'autres avancent une date postérieure à l'incendie de 64, Néron souhaitant alors remplacer l'amphithéâtre de Statilius Taurus,, seul amphithéâtre de pierre à Rome à cette époque, qui a été détruit dans l'incendie. La construction n'aurait duré qu'une année.
Néron y organise des combats de gladiateurs et encourage l'enrôlement de chevaliers et de sénateurs.

« [...] lors des combats de gladiateurs qu'il [Néron] donna dans un amphithéâtre de bois, élevé dans la région du Champ de Mars en moins d'une année, ne laissa tuer personne, même des criminels. Mais il fit combattre quatre cents sénateurs et six cents chevaliers romains, certains dont la réputation et la fortune étaient entières. »

— Suétone (traduction de P. Grimal), Vie des douze Césars, Néron, XII, 2-3
Le bois, matériau choisi pour l'édifice, n'a pas assuré une longue vie à l'amphithéâtre qui est probablement détruit dans l'incendie de 64.

## Description
L'édifice, qui semble de dimensions modestes, est entièrement construit en bois.
Pline l'Ancien cite par deux fois cet amphithéâtre dans son œuvre l'Histoire naturelle : 

« On pense que le plus grand arbre qui ait jamais existé est celui que l'on a vu à Rome, et que l'empereur Tibère fit exposer comme un objet de curiosité sur ce pont de la naumachie dont il a été parlé. Cet arbre avait été apporté avec d'autres bois ; il fut conservé jusqu'à la construction de l'amphithéâtre de Néron : c'était une poutre de mélèze de cent vingt pieds de long, et d'une grosseur uniforme de deux pieds ; quand on calculait quelle avait dû être la hauteur de la cime de cet arbre, on trouvait une évaluation à peine croyable. »

— Pline l'Ancien (traduction de Dubochet, 1848, voir en ligne), Histoire naturelle, XVI, 76

« Tout récemment des voiles de la couleur du ciel, et ornées d'étoiles, ont été tendues à l'aide de cordages dans l'amphithéâtre de l'empereur Néron. »

— Pline l'Ancien (traduction de Dubochet, 1848, voir en ligne), Histoire naturelle, XIX, 6
Mais l'auteur qui nous en donne la description la plus détaillée est Titus Julius Calpurnius Siculus, poète du milieu du Ier siècle et contemporain de Néron, dans une de ses églogues où un jeune paysan nommé Corydon raconte ce qu'il a vu lors de son voyage à Rome à son vieil ami Lycotas,. Siculus évoque la riche décoration des gradins dont un balcon est incrusté de pierres précieuses. L'arène est délimitée par des plaques de marbre surmontées de rouleaux décorés d'ivoire qui empêchent les animaux sauvages d'accéder aux gradins. Les spectateurs sont protégés du soleil par des filets tendus au-dessus des gradins et fixés à des défenses d'éléphants. Siculus énumère ensuite par l'intermédiaire du jeune Corydon toutes les bêtes sauvages qui ont été données en spectacle.